# Tracto-vélo
La tracto-vélo est une manifestation pacifique  dont la particularité est de réunir des tracteurs et des vélos sur un parcours prédéfini comprenant plusieurs étapes. 
Elle est organisée par la coordination des opposants au projet d’aéroport à Notre-Dame-des-Landes (44).
Actuellement, on compte une tracto-vélo par an, en France, depuis 2010 (mars 2010, novembre 2011). 

## But de la Tracto-vélo
Le but de cette manifestation originale est multiple :
- exprimer pacifiquement l'opposition au projet d'aéroport à Notre-Dame-des-Landes (voir Projet d'aéroport du Grand Ouest, L'opposition)
- donner de la visibilité aux personnes civiles et morales unies contre ce projet
- rencontrer les élus locaux des régions et villes traversées
- informer la population tout au long du trajet
- interpeller les décideurs nationaux

L'utilisation quasi-exclusive de tracteurs et de cycles (rejoints à la dernière étape par les manifestants à pied), sur plusieurs centaines de kilomètres, permet de montrer, outre le fait que ce projet touche de près les agriculteurs, qu'il y a d’autres alternatives au transport aérien.

## Tracto-vélo 2010
La « régionale tracto-vélo » de mars 2010 s’est déroulée sur 497 km (Notre-Dame-des-Landes – Redon – Rennes – Laval – Angers – La Roche sur Yon – Nantes), pendant une semaine.

## Tracto-vélo 2011
La tracto-vélo de novembre 2011 s’est déroulée sur 400 km (Notre-Dame-des-Landes – Candé – Sablé - Le Mans - Nogent le Rotrou - Chartres – Arcueil – Paris), rassemblant 70 cyclistes  et des tracteurs, pendant une semaine.
Au moins 3 000 personnes (1 400 selon la police) , une demi-douzaine de tracteurs  et des animaux (vaches, chèvres…)  étaient présents à la dernière étape de cette Tracto-vélo . Quinze cars ont été spécialement affrétés pour permettre aux habitants de la région Ouest de rejoindre la dernière étape.
Des personnalités politiques comme José Bové, Cécile Duflot, Clémentine Hautain…y ont aussi participé .
L’écho médiatique a été important.